# Hòa ước Riga 1920

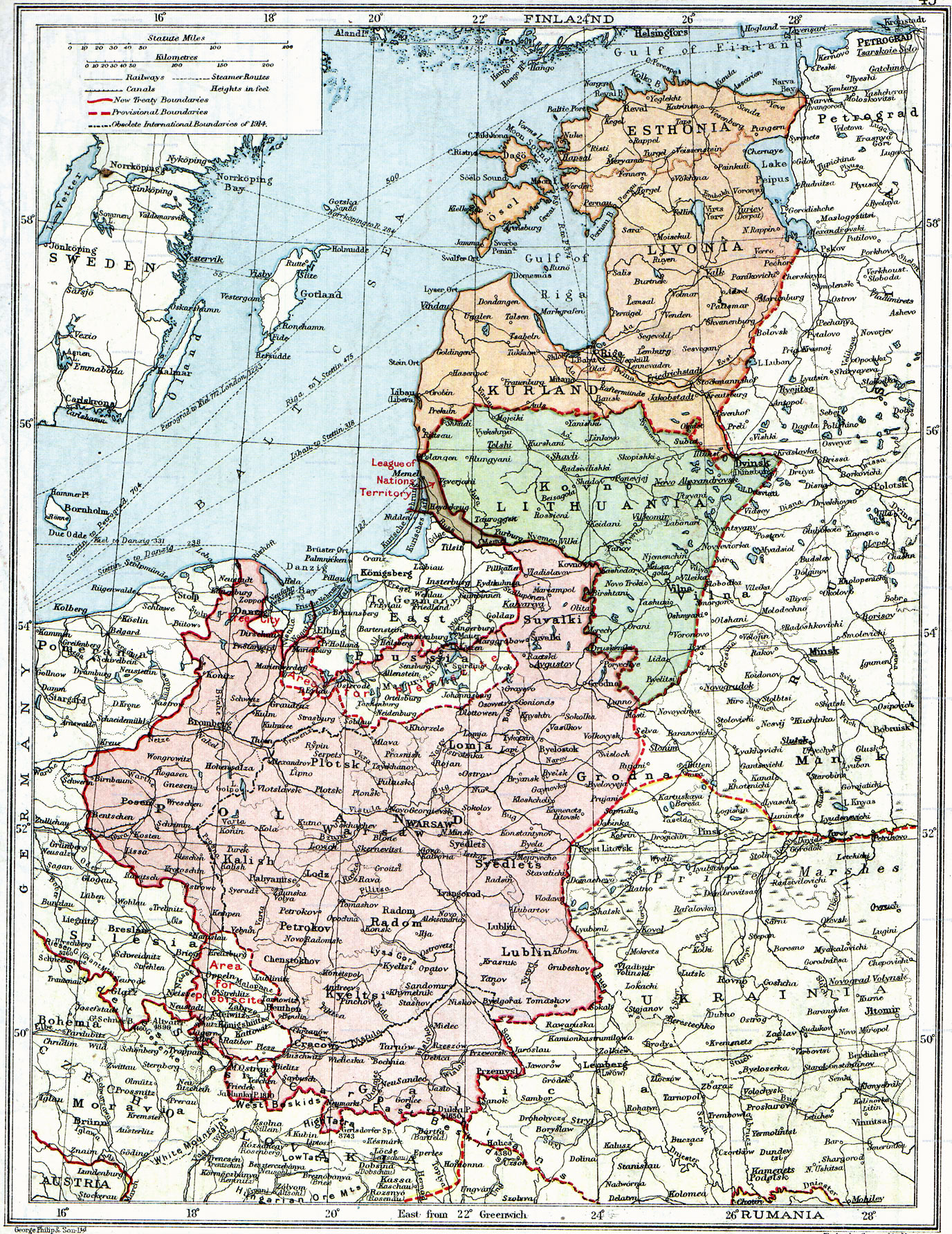
Bản đồ 1920 trước hòa ước Riga

Hòa ước Riga 1920 là một thỏa hiệp giữa nước Cộng hòa Latvia và Cộng hòa Liên bang Xã hội chủ nghĩa Nga để chính thức kết thúc Chiến tranh giành độc lập Latvia và sự công nhận vĩnh viễn của Nga đối với nước Latvia, mà đã tuyên bố độc lập vào ngày 18 tháng 11 năm 1918, cũng như ranh giới lãnh thổ quy định trong hòa ước.
Hòa ước được soạn thảo ở Moskva và được hoàn thành ngày 11 tháng 8 năm 1920 in Riga.
Quốc hội Latvia đã ký thuận hòa ước vào ngày 2 tháng 9 năm 1920 ở Riga, hiệp ước được chấp nhận ở Moskva vào ngày 9 tháng 9 năm 1920. Ngày 4 tháng 10 năm 1920 hai bên trao đổi văn kiện đã được chấp thuận.

## Bối cảnh
Sau thế chiến thứ nhất, Xô Viết Nga muốn tái chiếm Latvia, mà đã từng là một phần của đế quốc Nga. Hồng quân Nga xâm chiếm Latvia 1918 sau khi thủ tướng Latvia, Karlis Ulmanis, tuyên bố độc lập. Hồng quân đã chiếnm đóng thủ đô Riga, và một chính phủ Xô Viết đã thay thế Ulmanis. Đức đã gởi quân đội giúp đỡ Latvia đánh đuổi binh lính Bolshevik. Sau khi thành công, quân đội Đức từ chối rút quân, và như vậy đã vị phạm hiệp ước Versailles. Sau khi quân đoàn 3 của quân đội Estonia và quân đội Latvia đánh đuổi được quân đội Đức, Quân đội Xô Viết một lần nữa lại tiến vào Riga. Nhóm quân đội này đã bị đánh đuổi khỏi Latvia vào đầu năm 1920. Hòa ước Latvia–Xô Viết sau đó đã chính thức chấm dứt chiến tranh giành độc lập của Latvia.

## Hậu quả
Trong khi hòa ước bao gồm nhiều điều khoản về bồi thường chiến tranh, Latvia không có những đòi hỏi thực tế để mà tái thiết những cơ sở hậu cần cho nền kỹ nghệ, những cái mà đã được đưa sang Nga, ngoài những sản phẩm văn hóa bị đánh cắp được giao trả lại. Nông nghiệp và sự cải tổ đất đai cần thiết trở nên trọng tâm cho việc phát triển kinh tế trong một đất nước mới.
Tuy nhiên cái gọi là vĩnh viễn được viết trong hòa ước chỉ kéo dài tới tháng 10 năm 1939. Stalin đã ép buộc Latvia theo như Nghị định thư Phụ lục Bí mật của Hiệp ước Xô-Đức phải ký một hiệp định hỗ trợ và chấp nhận cho đóng quân. Hiệp định này đưa tiến việc chiếm đóng Latvia của quân đội Liên Xô vào tháng 6 năm 1940.